# Goera yamamotoi
Goera yamamotoi är en nattsländeart som först beskrevs av Tsuda 1942.  Goera yamamotoi ingår i släktet Goera och familjen grusrörsnattsländor. Inga underarter finns listade i Catalogue of Life.